# 赵州陀罗尼经幢
37°44′50.6″N 114°46′07.3″E / 37.747389°N 114.768694°E
赵州陀罗尼经幢位于中华人民共和国河北省石家庄市赵县城内南大街（石桥大街）与石塔路交汇处，是一座北宋时期建造的经幢。该经幢通高16.44米，是中华人民共和国境内现存最高大的经幢。其曾于明朝隆庆年间加以整修，1961年，赵州陀罗尼经幢被列为全国重点文物保护单位。1984年因雷击而严重损毁，1990年修复完毕。

## 历史
赵州陀罗尼经幢始建于北宋景佑五年（1038年），整个建造工程由时任赵州知州王德成督办。因其幢身刻有陀罗尼经文，故而得名为陀罗尼经幢:92。明朝隆庆五年（1571年）时，该经幢曾被维修:163。1961年，赵州陀罗尼经幢被列为全国重点文物保护单位。1983年，经幢遭受雷击，第三层至第五层严重受损。1984年，经幢的部分被雷击落的石块被重新粘接回幢身上:163。经国家文物局批准后，1990年3月，该经幢得到了维修，相关工作于当年12月完工，并在经幢外建造了一圈保护池，外用39块青石栏板围起。

## 结构

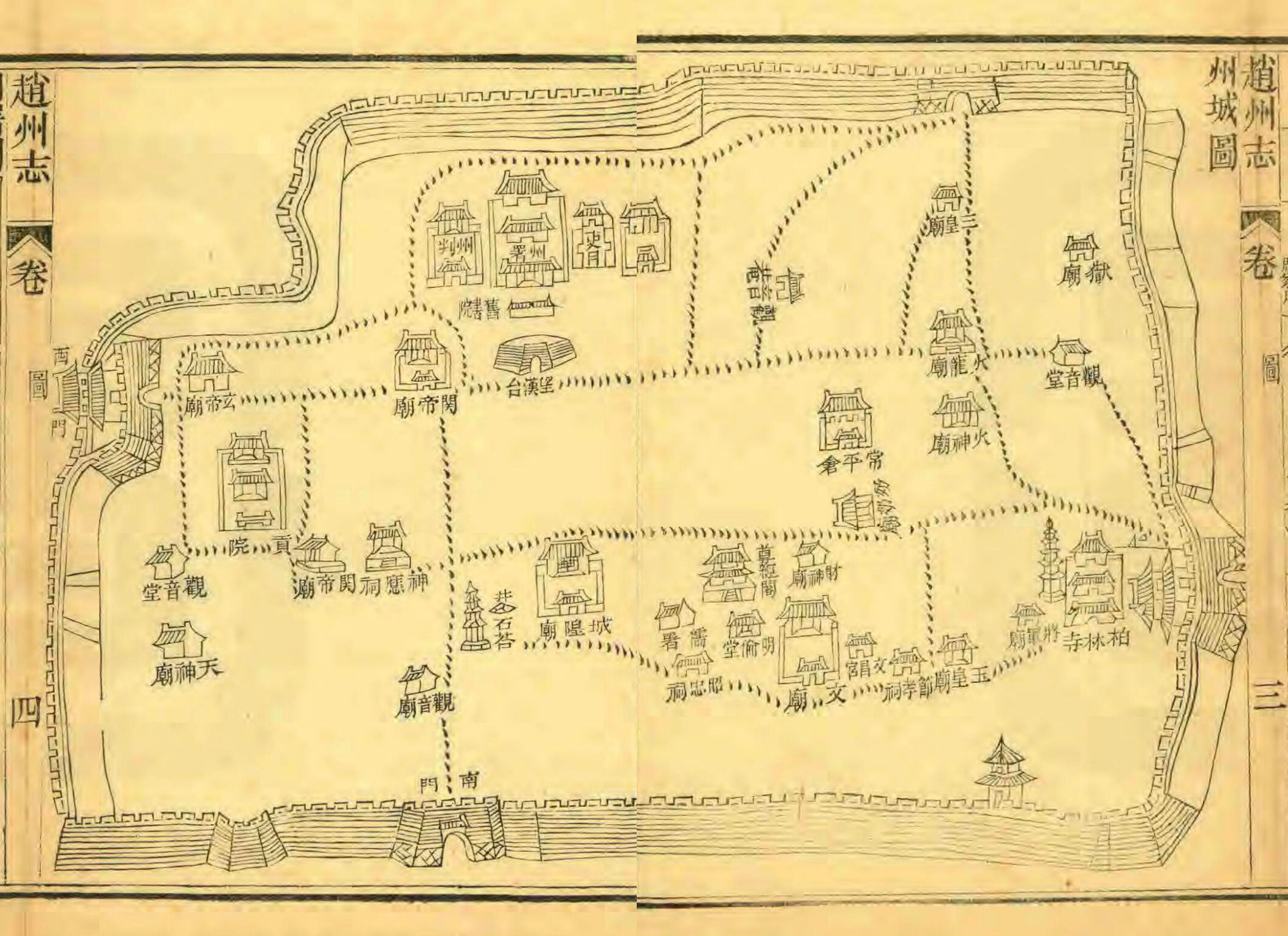
清光绪二十三年（1897）《直隶赵州志》州城图，经幢位于东门与南门两条大街的交汇处。

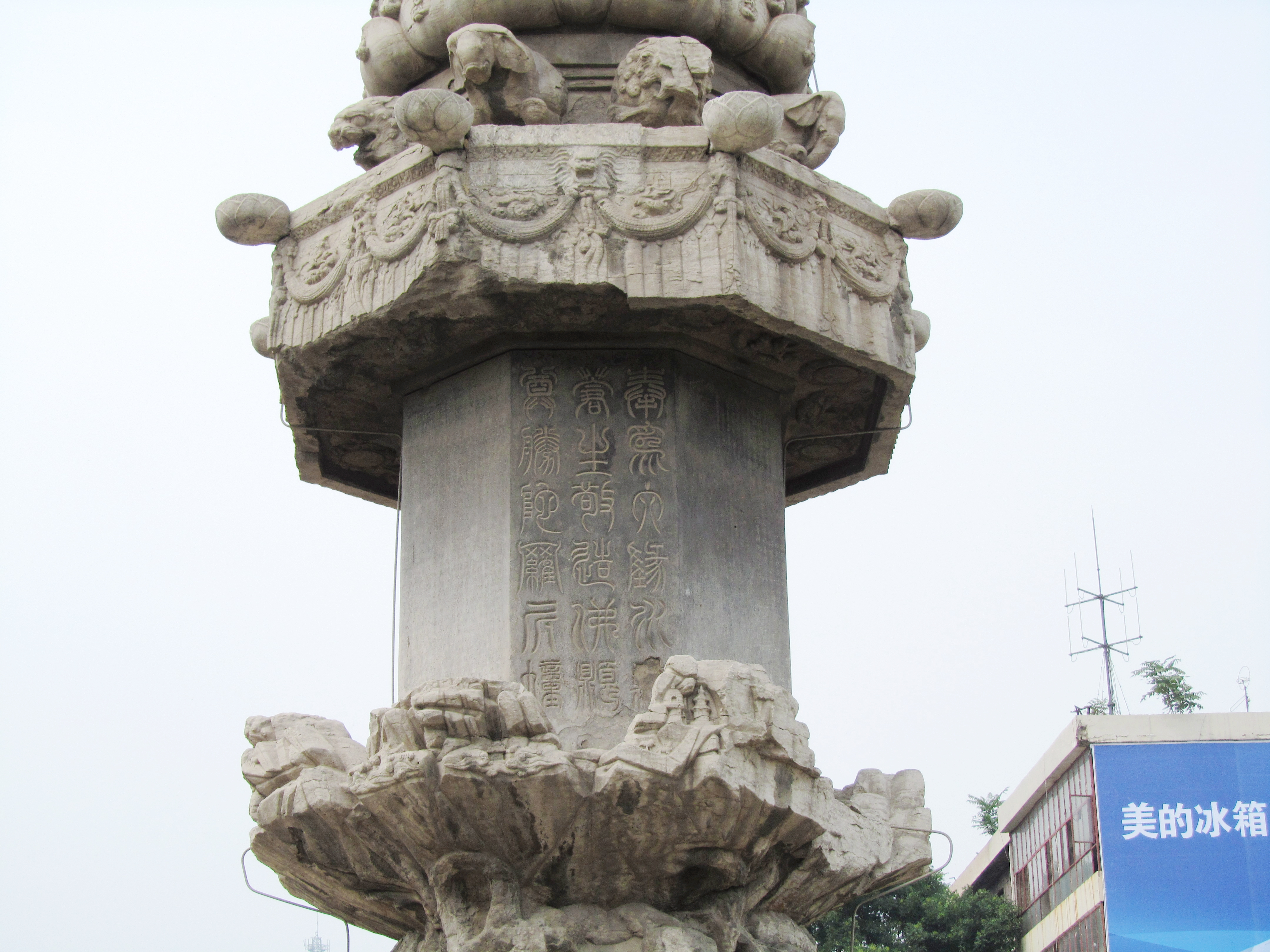
南面第一层幢身及篆书题记。

经幢通高16.44米，是中华人民共和国境内现存最高大的经幢。幢身共分七层，每层均用整块石头雕出，整体坐北朝南。该经幢底部为高1.9米、底边边长7.35米、顶部边长为6.1米的正方形台基，四周刻有莲花圆柱、花卉、佛像以及当地风景图像。四个正面各刻有四个门，四角均刻有力士造像，东、西、南三个方向均刻有“妇女掩门”的浮雕，顶部为轮、螺、伞、盖、花、罐、鱼、肠等八宝法器。台基上方为八角须弥座，可分为上下两层。下层须弥座的束腰的八个角上各雕刻一根莲花圆柱，八面各有三尊坐莲菩萨。上层须弥座的束腰部分，每面顶部雕刻有仿木单檐布瓦房顶，用石雕圆柱分成三间，使每面呈殿堂状。每面的殿堂内均有数量不等的佛像，其中北面的殿堂内还雕刻有仙山、宝塔等浮雕。上层须弥座顶部雕刻有盘龙，盘龙上方为八座须弥山，须弥山上雕刻有寺院、宝塔、浮云等浮雕。须弥座上方承接八角形幢身，幢身可分为六层，由下至上层层内收。各层情况如下:164-165:25-26：
- 第一层幢身南侧刻有篆书“奉为大地水陆苍生敬造佛顶尊胜陀罗尼幢”，其余各面皆用楷书刻有陀罗尼经序、题名和祝辞。该层幢檐由下至上可分为三层，最底层为八面华盖，每面均有龙首、璎珞和垂幔，每面垂幔上均雕刻有两个骑禽兽驾祥云的佛像；幢檐上方的八个角分别刻有伸出的四个象头和四个狻猊，在上方为仰莲座，每个莲瓣上雕刻有一尊坐佛。仰莲座上方承接第二层幢身。
- 第二层幢身南面刻有篆书“佛说大佛顶如来放光希怛多大神力都摄一切咒王陀罗尼经大威德最胜金轮三昧咒品上上”。[6]该层幢檐可分为两层，下层为华盖，与第一层顶部的基本相同；上层为仰莲，除没有佛像外，其余与第一节顶部的相同。
- 第三层南面右侧题有“佛说随求即得大自在陀罗尼神咒”，[7]其余各面刻有楷书经文“根本咒”、“一切佛心咒”、“心中心咒”、“阿閦佛陀罗尼神咒经”等四部。该层幢檐为一座八角城，每个城角均雕刻有一座单檐建筑，正东、正西、正南、正北四面的雕塑组成“釋迦太子游四门”的佛教故事。
- 第四层八面均雕刻有门窗，其内有送子娘娘等漢傳佛教故事，正东面刻有“冯三”字样，顶部为仿木结构的石雕头拱单檐建筑。
- 第五层的八个面各雕刻有一尊力士造像，各尊力士用单手、双手或头顶的方式撑着上方的幢檐。该层幢檐为八角形华盖，各面分别雕刻有释迦牟尼修道成佛题材的题图，分别为說法图、卧佛图、入棺图、焚棺图、灵魂升天图、迎魂图、拜塔图、成佛图。
- 第六层刻有明代重修的题刻“隆庆五年辛未九月”，该层幢檐为一层八角亭。

幢身顶部为幢刹，刹座为仰莲花盆，花盆上为刹座，刹座顶部为桃形铜制的火焰宝珠。:164-165:26-27